# Bardenitz
Bardenitz ist ein Ortsteil der Stadt Treuenbrietzen im Landkreis Potsdam-Mittelmark in Brandenburg.

## Geographische Lage und Gliederung

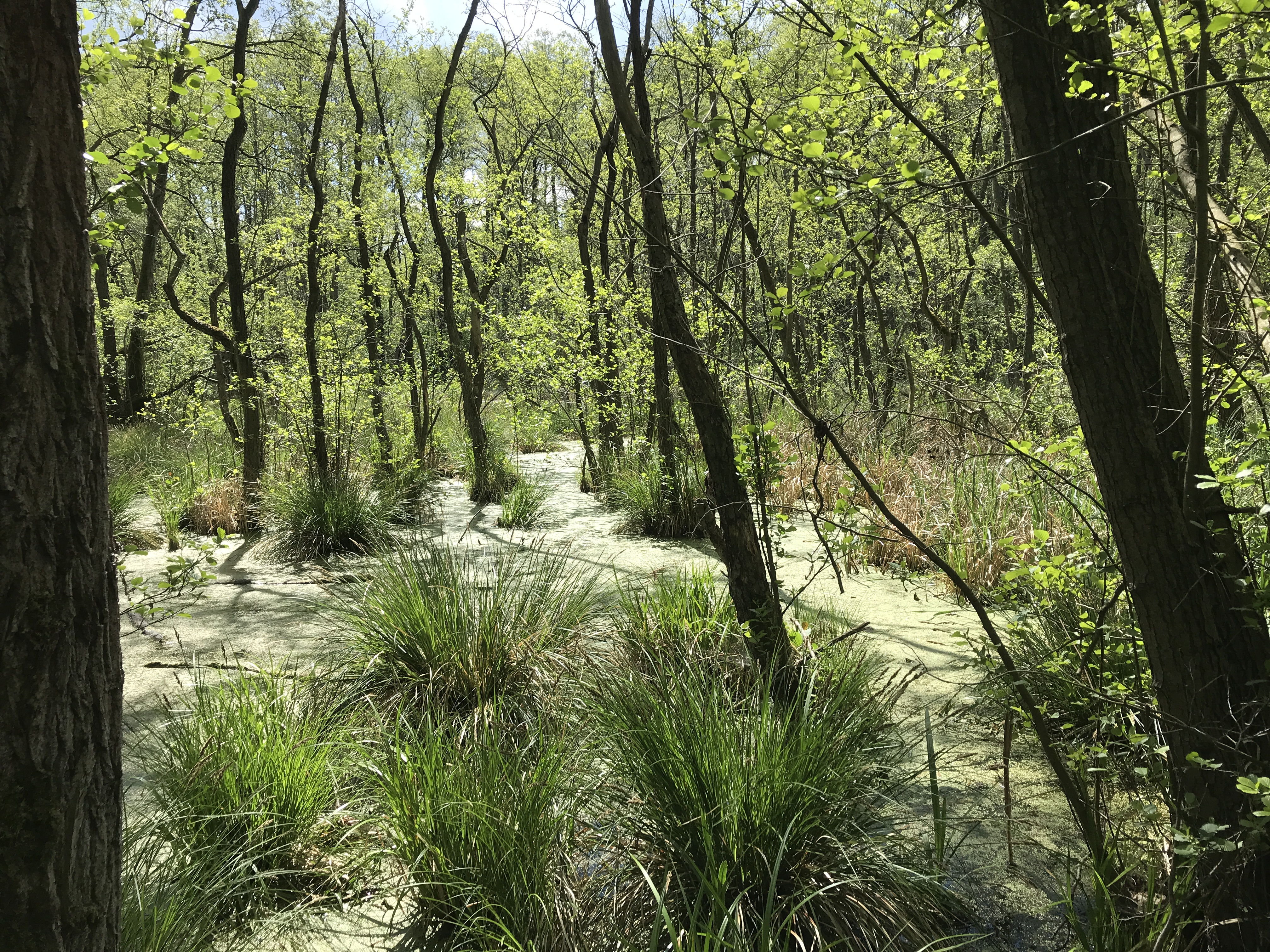
Naturschutzgebiet Zarth

Bardenitz liegt südöstlich des Stadtzentrums und damit an der Verbindung der beiden großräumigen Landschaften des Glogau-Baruther Urstromtals sowie des Flämings. Im Norden befinden sich die Gemeinde Niebelhorst sowie das angrenzende Naturschutzgebiet Zarth. Es folgen im Uhrzeigersinn Felgentreu, ein Ortsteil der Gemeinde Nuthe-Urstromtal, die Stadt Luckenwalde mit dem Naturschutzgebiet Forst Zinna–Jüterbog–Keilberg, der Ortsteil
Malterhausen der Gemeinde Niedergörsdorf sowie der Treuenbrietzener Ortsteil Frohnsdorf. Die Gemarkung erstreckt sich im Wesentlichen entlang der Landstraße 812, die in Nord-Süd-Richtung durch den Ort verläuft. Sie ist auch gleichzeitig – von einigen Landwegen wie dem Bardenitzer Weg abgesehen – die einzige nennenswerte Verbindung zu den Nachbargemeinden.
Im westlichen Teil der Gemarkung durchläuft das namensgebende Bardenitzer Fließ, eine historische Bezeichnung für einen Wasserlauf. Es entwässert über den Pommerenkenteich und weitere Gräben in die Nieplitz, einem linker Nebenfluss der Nuthe. Zu Bardenitz gehören die südlich bzw. östlich gelegenen Gemeindeteile Klausdorf und Pechüle.

## Geschichte

### Frühzeit bis 15. Jahrhundert

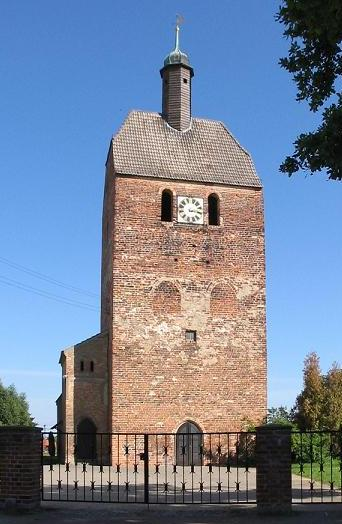
Dorfkirche Bardenitz

Nördlich der Gemarkung liegen die Reste einer slawischen Niederungsburg mit einem Durchmesser von 70 bis 80 Metern, die von Archäologen auf das 8. bis 10. Jahrhundert datiert wurde. Ebenso im Norden liegt die wüste Feldmark Wendemark. Bardenitz selbst wurde im Jahr 1268 erstmals in seiner heute noch gebräuchlichen Schreibweise urkundlich erwähnt, als Richard von Zerbst es an das Kloster Zinna veräußerte. Den Zisterziensermönchen ist es zu verdanken, dass in der ersten Hälfte des 13. Jahrhunderts sowohl in Bardenitz wie auch in Pechüle zwei stattliche Feldsteinkirchen entstanden, die Dorfkirche Bardenitz und die Dorfkirche Pechüle. In dieser Zeit erschienen im Jahr 1321/1331 ein henningus de bardenytz in Jüterbog. Eine weitere urkundliche Erwähnung existiert aus dem Jahr 1329 quondam sculteti in bardenyz, mit dem ein Schultheiß gemeint war. Dieser wurde zwei Jahre später neben den Einwohnern von villanos de Bardenitz und einer Mühle erneut erwähnt. Im Landbuch Karls IV. war lediglich ein Kirchdorf ohne Angaben einer Hufenanzahl verzeichnet. Im Jahr 1413 wurden die 38 Einwohner, darunter ein Richter, ein Pfarrer, ein Küster, ein Krüger und der Müller von brandenburgischen Adeligen unter Führung der Quitzows beraubt. Sie nahmen 15 Pferde, 407 Rinder, 740 Schafe und 154 Schweine mit. Der Schaden betrug 494 Schock und 30 böhmische Groschen (gr). Sieben Jahre später wurde wiederum lediglich das Dorf (villa) erwähnt. Detaillierte Angaben liegen aus dem Jahr 1480 vor. In Bardenitz lebte der Schulze mit zwei Dorfhufen, die er zum Lehen besaß, weiterhin zwei Wendemarkhufen und 1 1⁄2 Morgen (Mg) Land zum Lehngut. Es gab weiterhin 17 Zweidorfhufner, von denen jeder wiederum zwei Wendemarkhufen besaß. Einer gab Zinsen von einem halben Kossätenhof, ein weiterer einen Groschen für einen Kossätenhof, der zum Hufnerhof gemacht wurde. Der Krüger besaß eine Dorfhufe und eine Wendemarkhufe; der Küsterhof gab der Kirche Einkünfte aus einer Wiesenfläche. Außerdem gab es 15 Kossäten. Einer besaß eine Dorf- und zwei Wendemarkhufen, einer zwei Wendemarkhufen sowie eine Wiese, dessen Erträge er der Kirche übergab. Vier weitere Kossäten gaben ihre Erträge aus den Wiesenflächen ebenfalls an die Kirche. Der Müller besaß eine erbliche Mühle. Bardenitz war mittlerweile 43 Hufen groß, davon lagen zwei beim Dorfschulzen und eine beim Pfarrer. Die verbleibenden 40 Hufen lagen auf der Wendemark, von denen jeder Hufner zwei Hufen besaß; der Pfarrer und der Krüger jeweils eine. Zwei weitere Hufen erbrachten einen Ertrag von zwei Groschen. Zur Gemeinde zählte ein Waldstück, das Lynewitz genannt wurde und zwischen Bardenitz und Klausdorf lag. Die Kirche konnte auf Einnahmen einer Wiese zurückgreifen, die als Waschbeke bezeichnet wurde, musste hierfür allerdings Abgaben an den Rat zu Treuenbrietzen leisten. Sie besaß allerdings noch drei weitere Wiesenflächen, von denen eine Affgeteikent genannt wurde und sich unterhalb der Klosterwiesen befand.

### 16. Jahrhundert
Im Jahr 1534 betrugen die Abgaben 50 Rheinische Gulden (fl) 7 gr und 2 Pfennig (d) zum 50. Pfenning. Nach der Reformation übernahm im Jahr 1553 das Amt Zinna das Dorf „mit allem Recht und Patronat“. Bardenitz bestand im Jahr 1562 aus 36 Hauswirten (Familien). Der Pfarrer besaß eine Hufe sowie eine wüst liegende Hufe auf der Wendemark, die ums 9. Jahr besät wurde. Er erhielt weiterhin die 30. Mandel Kornzehnten, 1⁄3 des Fleischzehnten und erwirtschaftete 1 1⁄2 Mg Wiesenwachs. Die Kirche besaß mehrere Wiesen, darunter eine Bauerwiese, eine Mittelwiese, die Gottesgehre sowie eine Fläche, die die Bezeichnung abgezeichnet trug und im vorherigen Jahrhundert noch als Affgeteikent geführt wurde. Hinzu kamen 1⁄2 Mg Land. Der Küster erhielt 36 Scheffel 10 Metzen Roggen von den Bauern, 52 Brote sowie zwei Eier von jeder Person, die zum Gottesdienst erschien. Weitere Angaben liegen aus dem Jahr 1568 vor. Demzufolge besaß der Schulze zwei Dorfhufen zum Lehen, zwei Wendemarkhufen und 1 1⁄2 Mg Land zum Lehngut. Es gab 18 Zweidorfhufner, die jeder je zwei Wendemarkhufen besaßen, während der Krüger und der Pfarrhof über je eine Dorfhufe und je eine Wendemarkhufe verfügten. Der Küsterhof war mit einem Mann namens Peter Crüger besetzt. Es gab 15 Kossäten, von denen einer zwei Wendemarkhufen besaß. Vier weitere Kossäten gaben jeder der Kirche von ihrer Wiese. Die Mühle war nach wie vor im erblichen Besitz. Im Jahr 1584 lebten im Dorf nach wie vor 36 Hauswirte sowie der Pfarrer. Sie zahlten 26 Taler, die Mühle 2 Taler zum 70. Pfenning (1586).

### 17. Jahrhundert
Um 1600 lebten im Dorf nach wie vor 36 Hauswirte; 1609 waren es der Dorfschulze, 20 Hufner und 15 Kossäten. Im Dreißigjährigen Krieg wurde die Hälfte des Dorfes zerstört („wüst und abgebrannt“). Zuvor lebten dort 35 besessene Mann: Der Lehnmann sowie 18 Hufner, ein Halbhufner und 15 Kossäten. Der Schulze besaß vier Gerichtslehnhufen sowie zwölf einzelne Stücke im Zarth auf Brietzischer Jurisdiktion und zinste von 3 Mg Wiese. Von den 17 Viererbhufnern besaß einer drei Stücke in Zarth, zwei hatten je sechs Endgen Land im Zarth. Der Krüger besaß zwei Erbhufen, zwölf Stücke im Zarth und einem Garten „hinterm Haus“, während die 14 Gärtner je einen Garten besaßen; ein weiterer noch eine Sandhufe, einer sechs Stücke Acker im Zarth. Bardenitz war mittlerweile 80 Hufen groß, darunter vier Lehnhufen und zwei Pfarrhufen. Die 40 Hufen auf der Wendemark wurden offenbar nicht mehr bewirtschaftet; sie „taugen nichts und sind lauter Sand“. Der Pfarrer erhielt die 30. Mandel und zwölf Rauchhühner; außerdem besaß er einen Weinberg. Der Küster bekam 37 Scheffel Roggen, 32 Brote und erneut von jeder Person, die den Gottesdienst besuchte, zwei Eier. Im Zuge der Reformation schwand der Einfluss der Mönche, bis schließlich 1680 der letzte Verwalter des Bistums Magdeburg verstarb. Kurfürst Friedrich Wilhelm ließ die Gemarkung besetzen und verleibte sie Preußen ein. Im Jahr 1684 gab es in Bardenitz 35 Güter, in denen der Lehnschulze, 18 Ganzhufner, ein Halbhufner und 15 Kossäten wohnten. Allerdings waren von diesen 15 Höfen nur 13 besetzt. Eine detaillierte Statistik aus dem Jahr 1686 zeigt auf, dass mittlerweile 20 Hufner im Bardenitz lebten. Hinzu kamen die bereits erwähnten 13 Kossäten. Der Dorfschulze besaß zwei Hufen zu 30 Scheffel Aussaat, 7 Fuder Heu, eine Wohnung, einen Garten und das Recht, Schafe zu halten und Viehzucht zu betreiben. Von den 14 Zweihufnern hatte jeder 30 1⁄2 Scheffel Aussaat, 7 Fuder Heu, Wohnung, Garten, Hütung und Viehzucht. Vier weitere Zweihufner kamen auf 30 Scheffel Aussaat, 6 Fuder Heu, Wohnung, Garten, Hütung und Viehzucht. Der Halbhufner war gleichzeitig auch der Braukrüger. Er hatte eine Hufe zu 13 1⁄2 Scheffel Aussaat und leistete Abgaben aus dem Brauen und der Herstellung von Branntwein. Er kam auf 6 Fuder Heu, besaß eine Wohnung, Garten Hütung und Viehzucht. Drei Kossäten hatten jeder 1 Scheffel Aussaat, 2 Fuder Heu, Wohnung, Hütung und Viehzucht, ein Kossät kam auf 1 Scheffel Aussaat, 2 Fuder Heu, Wohnung, Garten und Hütung, leistete aber Abgaben aus einem Handwerk. Ein weiterer Kossät war auch als Schneider tätig. Er hatte 1 Scheffel Aussaat, 2 Fuder Heu, Wohnung, Garten, Hütung und Viehzucht, ein anderer 3 Scheffel Aussaat, 2 Fuder Heu, Wohnung, Garten, Hütung und Viehzucht. Zwei andere Kossäten waren Tischler, gaben von ihrem Handwerk und hatten 3⁄4 Scheffel Aussaat, 2 Fuder Heu, Wohnung, Hütung und Viehzucht. Zwei andere Kossäten kamen ebenfalls auf je 3⁄4 Scheffel Aussaat, 2 Fuder Heu, Wohnung, Garten, Hütung und Viehzucht; einer leistete noch Abgaben aus einem Gewerbe. Ein anderer Kossät hatte 1⁄4 Scheffel Aussaat, 3 Fuder Heu, Wohnung, Garten, Hütung und Viehzucht. Der Pfarrer bewirtschaftete einen Kossätenhof.

### 18. Jahrhundert

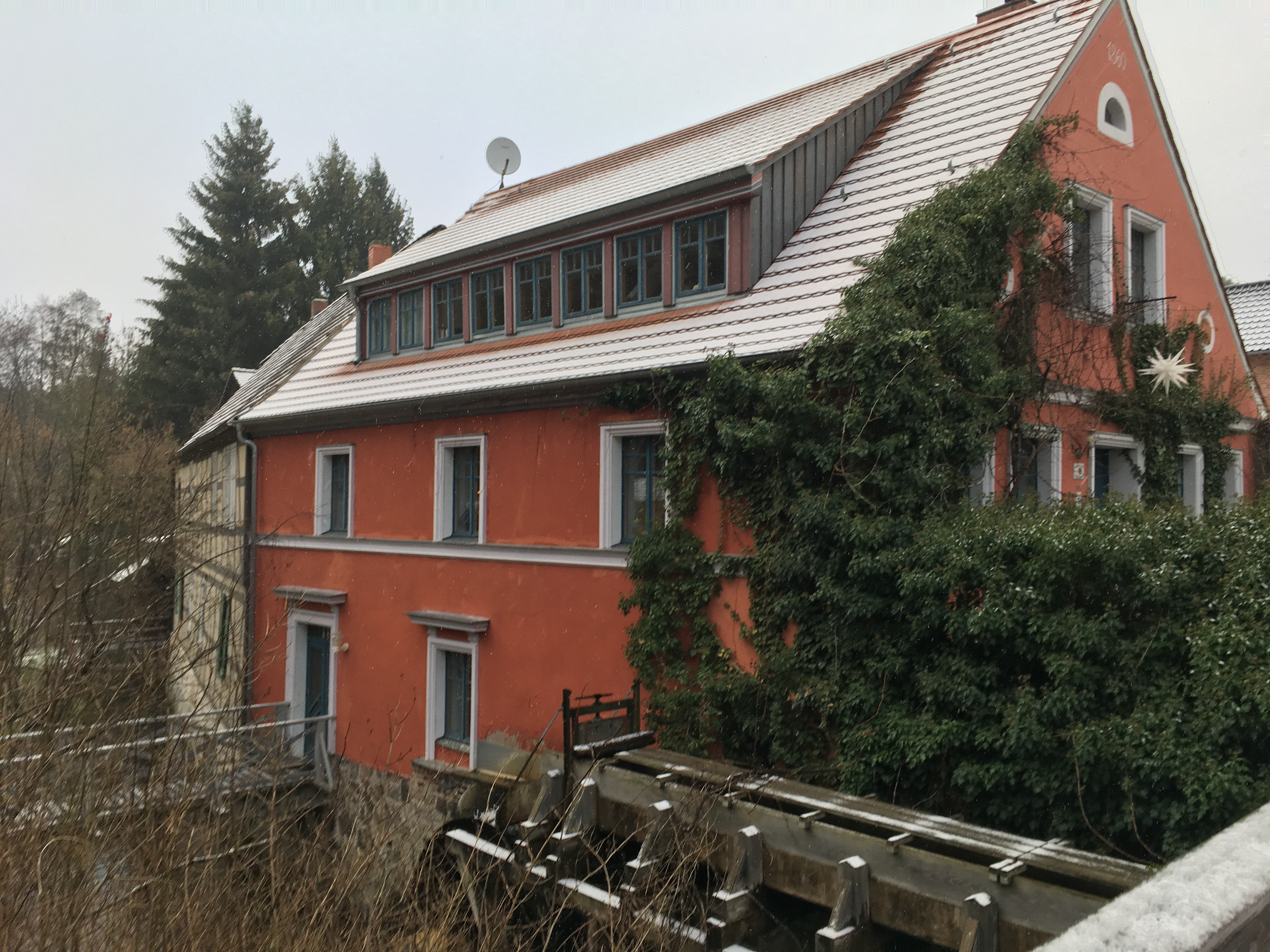
Hermannsmühle

Im Jahr 1727 lebten im Dorf der Lehnschulze, 18 Hufner, ein Halbhufner und 14 Kossäten. Es gab mittlerweile eine eigene Schmiede. Ein Jahr später brachten es die 20 Bauern auf 39 Hufen zu 26 Wispel 12 Scheffel Aussaat, die 16 Kossäten auf 1 Wispel 8 Metzen Aussaat. Zehn Jahre später berichtete eine Statistik von 19 Vierhufnern, darunter der Lehnschulze, einem Zweihufner sowie 15 Kossäten. Der Müller war verstorben; seine Witwe lebte in Bardenitz. Im Jahr 1745 muss die Mühle wieder besetzt gewesen sein; sie wird mit zwei Gängen beschrieben. Es gab weiterhin 19 Hufner, einen Halbhufner und 15 Kossäten. Zusätzlich war eine Papiermühle entstanden, die Hermannsmühle. Es gab einen Pfarrer und einen Heideläufer. Bis 1747 hatte sich die Struktur mit 20 erblichen Bauern und 14 erblichen Kossäten nur unwesentlich verändert. 1748 kamen neun Pfälzer in die Region und belebten den Nachbarort Klausdorf neu. Dies führte zu einer Auseinandersetzung mit Pechüler Bauern, die das Land für die Viehzucht bislang genutzt hatten. Der Streit konnte erst durch den Einsatz von zwanzig Grenadieren aus Treuenbrietzen beigelegt werden. Ein Jahr später lebten im Dorf 20 Vollspänner, 15 Kossäten und sechs Häusler auf 39 Hufen. Eine Statistik aus den Jahren 1749/1755 wies für das Dorf 19 Hufner, darunter den Lehnschulzen, einen Zweihufner (den Krüger) sowie 15 Kossäten, einen Papiermüller sowie vier Büdner aus (darunter drei Musketiere). Nähere Angaben liegen aus dem Jahr 1772 vor. Demzufolge gab es 20 Hufner (darunter den Schulzen), 15 Kossäten, vier Büdner, einen Pastor, den Schulmeister, einen Papiermüller, einen Wassermüller, einen Kuhhirten und einen Schäfer. Es gab 40 Männer und 45 Frauen sowie neun alte Männer und 13 alte Frauen. 18 Söhne waren über, 23 unter zehn Jahre. 33 Töchter waren über 10 Jahre alt, 21 unter 10 Jahre. Es gab weiterhin 38 Knechte, 16 Mägde und mehrere Einlieger: vier Männer, sechs Frauen, vier Söhne und drei Töchter. Eine Statistik aus dem Jahr 1791 führte 18 Bauern, einen Halbspänner, 15 Kossäten, vier Büdner, zwölf Hausleute oder Einlieger, einen Prediger, einen Müller und eine Schmiede auf. Im Dorf wurden 47 Feuerstellen (=Haushalte) betrieben.

### 19. Jahrhundert
Im Jahr 1801 gab es im Dorf den Lehnschulzen, 18 Ganzbauern, einen Halbbauern, 15 Ganzkossäten, drei Büdner, sieben Einlieger sowie einen Krug, zwei Wassermühlen und eine Schneidmühle. Die Gemarkung war 40 Bauernhufen groß, auf denen nach wie vor 47 Feuerstellen betrieben wurden. Die gesamte Aussaat betrug 579 Mg zu 27 Wispel 2 Scheffel 4 Metzen (1812). Im Folgejahr war ein Schul- und Küsterhaus entstanden; es gab ein Predigerhaus, drei Hirtenhäuser, eine Schmiede sowie die bereits genannten Papiermacher und den Wassermahlmüller. Bardenitz zählte 50 Hauseigentümer (1813). In den kommenden Jahren ließen sich zahlreiche weitere Gewerke nieder. Im Jahr 1818 gab es einen Branntweinbrenner, einen Brauer, einen Gast- und Schankwirt, einen Holzbearbeiter, einen Grützmüller, einen Papiermüller, einen Mahlmüller, einen Musikanten mit Gehilfen, einen Schmied, einen Schneider und einen Leineweber, der fünf Stühle besaß. Bis 1837 hatten sich weitere Handwerker angesiedelt. Es gab einen Schneidermeister, einen Tischlermeister, einen Maurerlehrling oder -geselle, einen Grobschmiedemeister sowie eine Ziegelei, eine Wassermühle mit zwei Gängen, eine Sägemühle, eine Papiermühle, fünf Webstühle, einen Viktualienhändler und einen Krug. Sie wurden von 34 männlichen und weiblichen Dienstboten unterstützt, die in 51 Wohnhäusern tätig waren. Hinzu kam die Hermannsmühle, die mittlerweile zur Papierherstellung diente. Dieser Papiermüller hatte drei Gehilfen und einen Lehrling, der Müller einen Gehilfen und einen Lehrling. Es gab vier Weber, die jeder einen eigenen Webstuhl besaßen, einen Tischler, einen Schmied und einen Schneider (1840). Bis 1858 war das Dorf auf sieben öffentliche, 56 Wohn- und 162 Wirtschaftsgebäude angewachsen, darunter eine Papierfabrik, eine wassergetriebene Getreide- und Sägemühle und eine Ziegelei. Es gab drei Ausbauten: die Wassermühle, die Ziegelei und die Papiermühle. Die Gemarkung war 5178 Morgen Mg groß: 50 Mg Gehöfte, 3420 Mg Acker, 500 Mg Wiese, 400 Mg Weide, 18 Mg Torf und 770 Mg Wald. Im Jahr 1864 gelangten zwei Parzellen von 62 Mg der zu Dorf Bardenitz gehörenden Birkheide an die Gemeinde Klausdorf. Im Jahr 1891 bestand Bardenitz aus dem Dorf sowie der Mühle.

### 20. und 21. Jahrhundert
Zur Jahrhundertwende standen im Dorf 95 Häuser. Es gab einen Altsitzer, neun Büdner, einen Büdner und Maurerpolier, einen Büdner und Zimmermann sowie zwei Gastwirte. Diese besaßen 32,75 Hektar bzw. 17,25 Hektar Land. Der Gemeindevorsteher besaß 68,85 Hektar, die zwölf Hufner die nachstehenden Flächen: 62,25 Hektar, 51,25 Hektar, 51 Hektar, 50,75 Hektar, 48,50 Hektar, zweimal 48,25 Hektar, 47,75 Hektar, 47,37 Hektar, 47,75 Hektar, 45,75 Hektar, 45,12 Hektar und 37,75 Hektar. Die 13 Kossäten besaßen die folgenden Flächen: 32,75 Hektar, 32,25 Hektar, 30,50 Hektar, 26,25 Hektar, 25,25 Hektar, 22,50 Hektar, 22 Hektar, 21,75 Hektar, 21 Hektar, 19,50 Hektar, 18,25 Hektar, 17,37 Hektar und 13 Hektar. Der Lehrer bewirtschaftete nebenbei 2,25 Hektar, der Mühlenbesitzer 4,50 Hektar. Außerdem gab es noch einen Restgutbesitzer mit 24,25 Hektar, einen Schmied und einen Tischler mit 8 Hektar. Im Jahr 1931 wurde Bardenitz zur Landgemeinde, in der 101 Wohnhäuser standen und 110 Haushalte lebten. Nach 1361,4 Hektar im Jahr 1900 war Bardenitz nur unwesentlich auf 1361,8 Hektar angewachsen. Im Jahr 1939 gab es 19 land- und forstwirtschaftliche Betriebe mit einer Größe zwischen 20 und 100 Hektar, 36 Betriebe zwischen 10 und 20 Hektar, 18 zwischen 5 und 10 Hektar sowie 16 zwischen 0,5 und 5 Hektar.
Nach dem Zweiten Weltkrieg wurden 57,8 Hektar enteignet: 54,6 Hektar Wiese und Weide sowie 3,2 Hektar Wege und Ödland. Davon gingen 5,3 Hektar an fünf landlose Bauern und Landarbeiter, 49,2 Hektar an 40 landarme Bauern sowie 3,2 Hektar an die Gemeinde. Im Jahr 1950 bestand Bardenitz aus dem Dorf mit den Wohnplätzen Hagen und Mühle Pommerenke; 1957 mit dem Wohnplatz Hagen. Bardenitz. Im Jahr 1953 gründete sich eine LPG Typ I mit 14 Mitgliedern und 53 Hektar Fläche. Fünf Jahre später kam eine LPG Typ III mit sechs Mitgliedern und 75 Hektar Fläche hinzu. Im Jahr 1960 bestand die LPG Typ III mit 57 Mitgliedern und 443 Hektar Fläche. An sie wurde 1973 die LPG Typ I Pechüle angeschlossen. Die LPG Typ I besaß mittlerweile 100 Mitglieder und 530 Hektar Fläche und wurde 1937 an die LPG Typ III angeschlossen. 1974 erfolgte die Eingemeindung von Klausdorf und Pechüle. Im Jahr 1983 bestand der VEB Kraftfuttermischwerk Treuenbrietzen Außenstelle Bardenitz, die LPG (T) mit Rinderkombinat Bardenitz und Rinderanlage Pechüle, die Revierförsterei und die VdgB Treuenbrietzen Außenstelle Bardenitz. 1994 errang die Gemeinde den ersten Platz im Kreiswettbewerb Unser Dorf soll schöner werden. 1996 und 1997 belegte sie den dritten Platz.
Am 31. Dezember 2002 wurde Bardenitz mit Pechüle und Klausdorf ein Teil der Stadt Treuenbrietzen.

## Bevölkerungsentwicklung
| Jahr      | 1772 | 1791 | 1801 | 1817 | 1837 | 1858 | 1871 | 1885 | 1895 | 1905 | 1925                       | 1939 | 1946 | 1964 | 1971 | 1981 |
| Einwohner | 273  | 318  | 326  | 345  | 408  | 447  | 490  | 534  | 483  | 489  | 536 und 11 (Hermannsmühle) | 562  | 735  | 504  | 463  | 734  |

## Kultur und Sehenswürdigkeiten

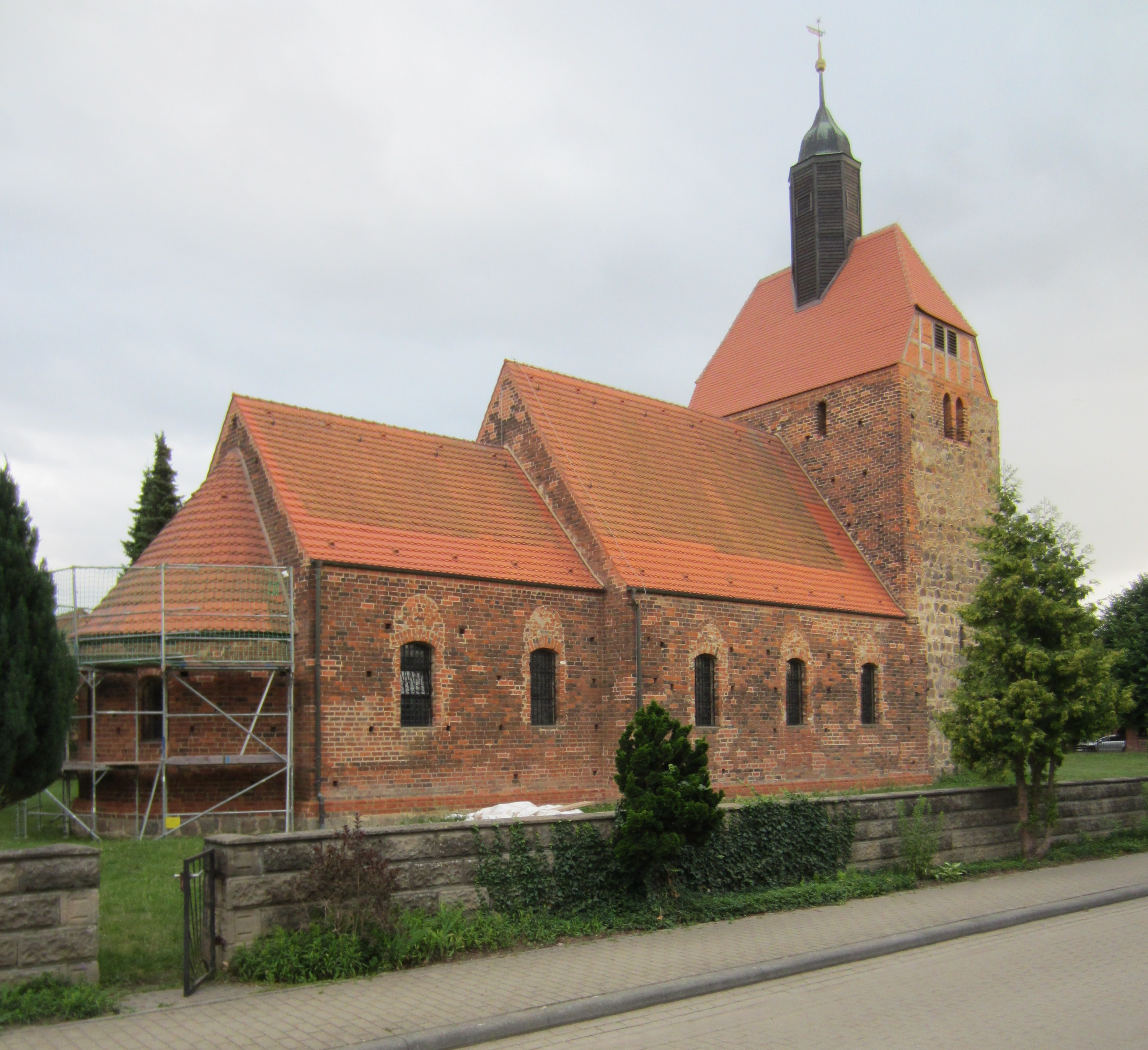
Dorfkirche Pechüle, Ansicht von Nordosten

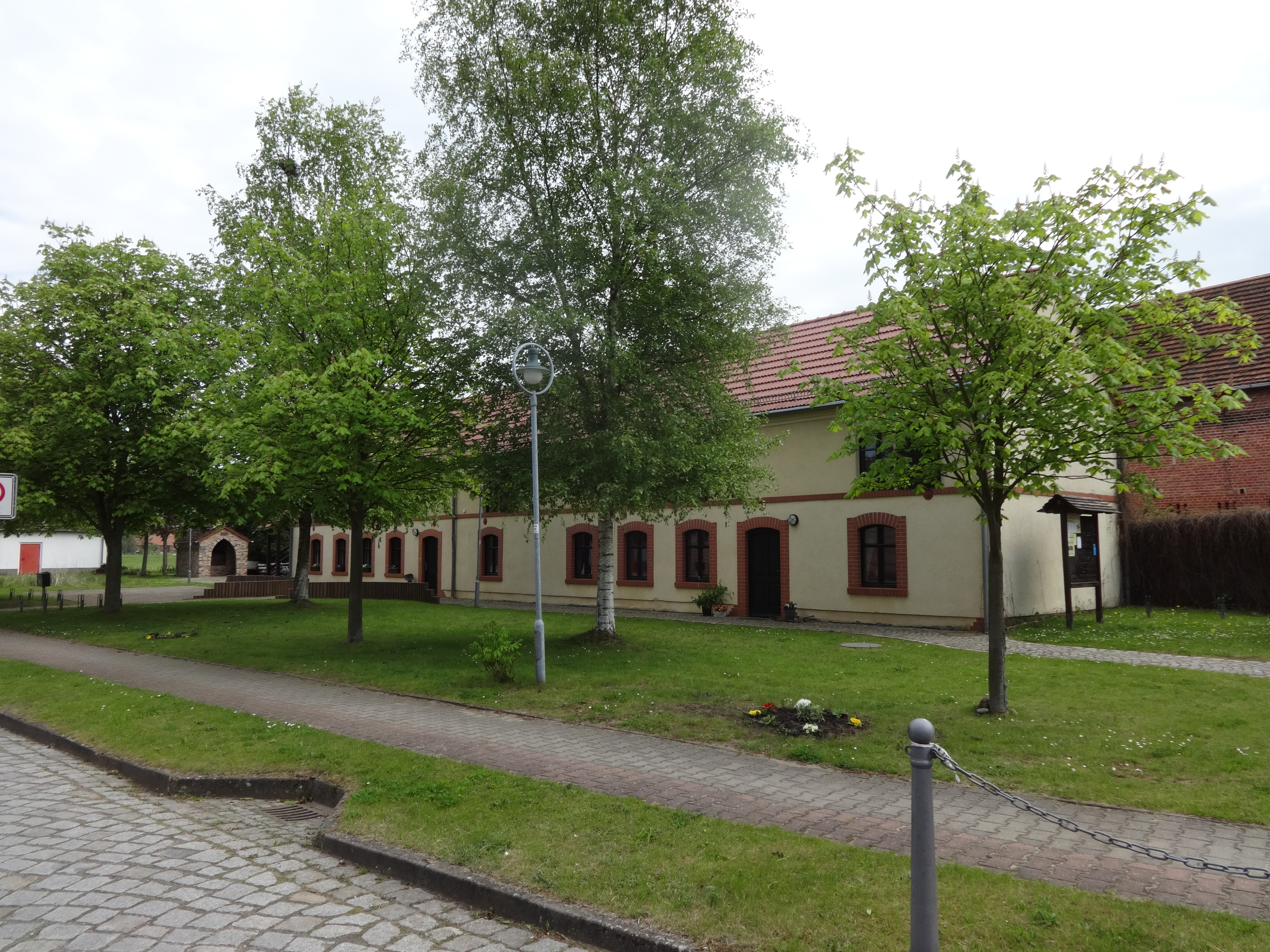
Dorfgemeinschaftshaus

- Dorfkirche Bardenitz: Der Sakralbau wurde vermutlich in der ersten Hälfte des 13. Jahrhunderts errichtet, mehrfach umgebaut und erweitert. Im Innern steht unter anderem ein Altartisch aus Backstein mit einem Altaraufsatz aus dem Jahr 1721, das die Kreuzigung Christi zeigt.
- Dorfgemeinschaftshaus mit Hausbodenmuseum und einer Skulptur, die der Künstler Guido Schenkendorf am 25. Mai 2000 zum 850-jährigen-Jubiläum den Pechüler Einwohnern schenkte.
- Die Hermannsmühle wurde im 18. Jahrhundert als Papiermühle errichtet und 1859 vom Hennickendorfer Müllermeister Christlieb Hermann erworben. Das Ensemble wurde 1984 von einem privaten Investor erworben und bis 1990 denkmalgerecht saniert.
- Am Bardenitzer Fließ befindet sich eine weitere historische Wassermühle, die Illeschmühle
- Naturschutzgebiet Zarth (so genannter Teufelswald) und das Naturschutzgebiet Forst Zinna–Jüterbog–Keilberg.

## Wirtschaft, Bildung und Kultur, Infrastruktur

### Wirtschaft
Im Ort existieren mehrere landwirtschaftliche Betriebe, darunter auch ein Kraftfuttermischwerk. Im Sekundärsektor sind mehrere Handwerksbetriebe wie ein Parkettleger, ein Frisör, ein Dachdecker ein Heizungs- und Sanitärunternehmen, ein Bauunternehmer sowie ein Malerbetrieb aktiv. Ein Ingenieurbüro sowie ein Automobilhändler bieten Dienstleistungen an. Einkaufsmöglichkeiten bestehen bei einem Hofladen sowie einem Wildhandel. Mehrere gastronomischen Einrichtungen sowie ein Naturhof richten sich an Touristen und Einheimische.

### Bildung und Kultur
Im Ort sind eine Kindertagesstätte sowie ein Arzt ansässig. Es besteht ein aktives Vereinsleben, darunter eine Freiwillige Feuerwehr, ein Rassekaninchenverein, ein Schützenverein, ein Sportverein sowie die Keilberger Musikanten. Der Förderverein Kirche Klausdorf sowie der Förderverein Bardenitzer Hausboden engagieren sich für die Weiterentwicklung der Ortsteile und dessen Bauwerke. So wurde beispielsweise am Dorfgemeinschaftshaus im Jahr 2017 ein historischer Dorfbackofen wieder aufgebaut und in Betrieb genommen.

### Verkehr
Durch den Ort verläuft in Nord-Süd-Richtung die Landstraße 812, die Bardenitz über Niebelhorst mit der Bundesstraße 2 sowie über Klausdorf mit der Bundesstraße 102 verbindet. Die Strecke ist gleichzeitig auch Teil des Radwanderweges Tour Brandenburg. Die Buslinie 549 eines im öffentlichen Auftrag tätigen Transportunternehmers verbindet den Ortsteil mit Treuenbrietzen, Jüterbog und Bardenitz.